# 因格丽特·巴伦西亚
因格丽特·巴伦西亚（西班牙語：Ingrit Valencia，1988年9月3日—），哥伦比亚女子拳击运动员。她曾代表哥伦比亚参加2016年和2020年夏季奥林匹克运动会拳击比赛，其中2016年奥运会获得一枚铜牌。